# Isaki Lacuesta

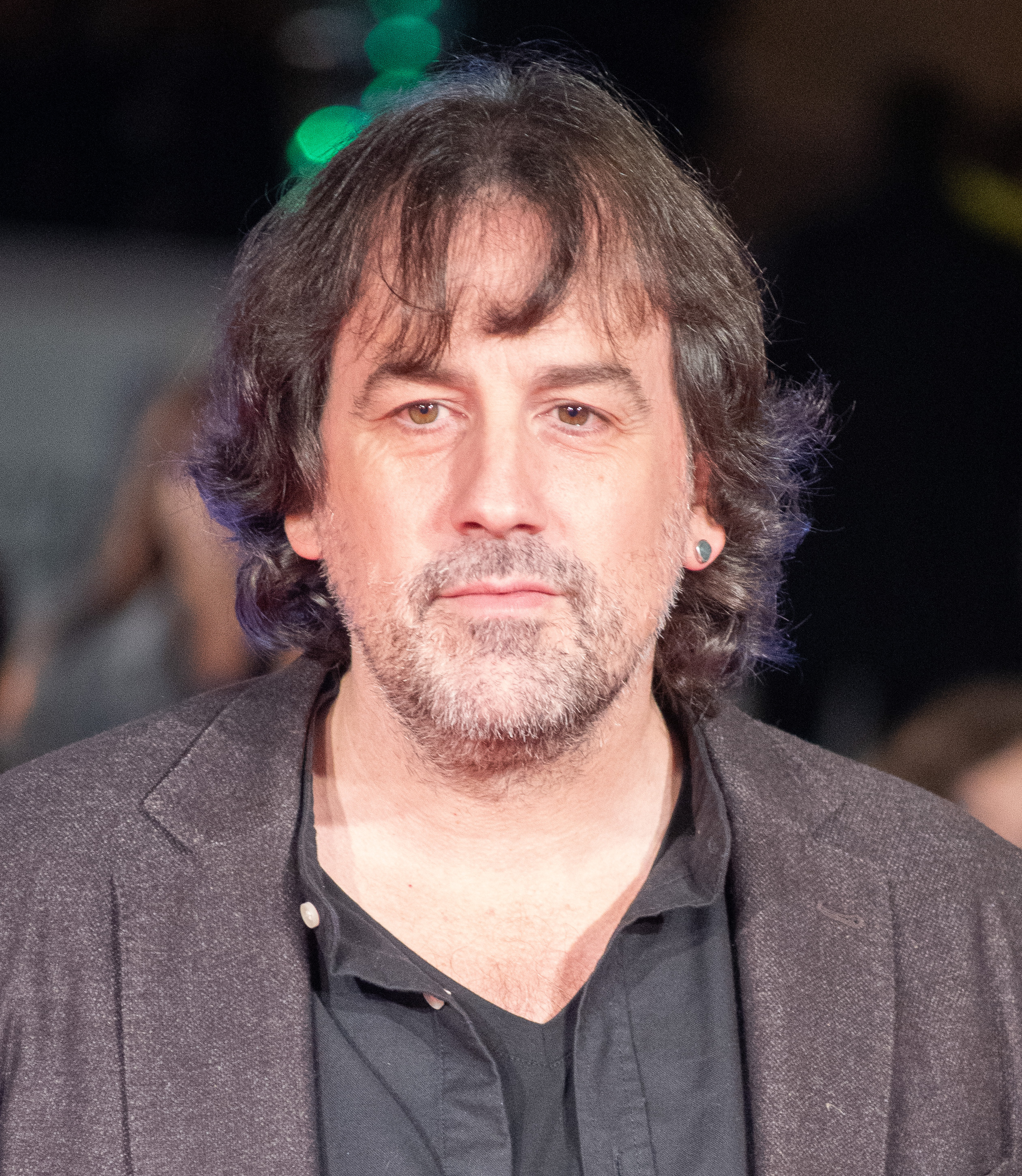
Isaki Lacuesta (2024)

Isaki Lacuesta (* 1975 in Girona, Katalonien, Spanien) ist ein spanischer Filmregisseur.

## Leben
Lacuesta wurde in eine Familie baskischer Herkunft hineingeboren. Er studierte audiovisuelle Kommunikation an der Autonomen Universität Barcelona und erreichte seinen Magister Artium in der Sparte Dokumentarfilm an der Universität Pompeu Fabra in Barcelona, an der er heute als Dozent für Dokumentarfilm wirkt. Diese Lehrtätigkeit übt er auch an der Autonomen Universität Barcelona, der Universidad Pompeu Fabra, dem Centre d’estudis cinematogràfics de Catalunya (CECC) und der Universität Girona aus.
Im Jahr 2022 erhielt Lacuesta für seinen Spielfilm Frieden, Liebe und Death Metal eine Einladung in den Wettbewerb der Berlinale.

## Preise und Auszeichnungen
- 2006: Preis Spain film der Stadt Donostia-San Sebastián
- 2009: Preis der Spanischen FIPRESCI beim Festival von Donostia-San Sebastián
- 2011: Goldene Muschel des Festival Internacional de Cine de Donostia-San Sebastián für Los pasos dobles[2]
- 2011: Caracola a la trayectoria des Festival Alcances in Cádiz
- 2011: Premio Eloy de la Iglesia des Festival de Málaga - Cine Español
- 2011: Premio Pantalla Hall a la trayctoria de un joven cineasta des Festival Ibn Arabi in Murcia
- 2018: Goldene Muschel des Festival Internacional de Cine de Donostia-San Sebastián für Entre dos aguas[3]
- 2022: Preis der Ökumenischen Jury im Wettbewerb der Berlinale für Frieden, Liebe und Death Metal

## Filmografie (Auswahl)
im Langformat
- 2002: Cravan vs. Cravan, Dokumentarfilm in Farbe und Schwarz-Weiß, 100 Minuten über den britischen Dichter Arthur Cravan
- 2006: La leyenda del tiempo, Farbfilm, 109 Minuten über das Leben von Camarón de la Isla.
- 2009: Los condenados, Farbfilm, 105 Minuten.
- 2010: La noche que no acaba, Dokumentarfilm in Farbe und Schwarz-Weiß, 80 Minuten.
- 2011: El cuaderno de barro, Dokumentarfilm in Farbe, 61 Minuten.
- 2011: Los pasos dobles, Farbfilm über den französischen Maler und Schriftsteller François Augiéras (1925–1971)
- 2016: La propera pell, Spielfilm in Farbe, 103 Minuten (zusammen mit Isa Campo).
- 2018: Entre dos aguas, Spielfilm
- 2022: Frieden, Liebe und Death Metal (Un año, una noche)
- 2024: Segundo premio

Kurzfilme
- 2000: Caras vs Caras, 35-mm-Film, 15 Minuten
- 2004: Teoria dels cossos (span.: Teoria de los cuerpos), 35-mm-Film, 5 Minuten und 16 Sekunden
- 2009: In between days, 16-mm-Film, 45 Minuten

Videoinstallationen
- 2007: Traços/traces, 35-mm-Film, S16-Film und Mini-CD, 10 Minuten.
- 2008 Los cuerpos traslúcidos, auf 16 Monitoren.
- 2010: mit Isa Campo Mullada llum!, in der Capella Nicolau in Girona.